# Reveil
Reveil är en akvarellmålning från 1892 av den svenske konstnären Anders Zorn. Målningen är i privat ägo och såldes på auktion i juni 2012 för 15,29 miljoner kronor.